# Radu XI Eliasz
Radu XI Eliasz (rum. Radu Iliaș) – hospodar Wołoszczyzny w roku 1632 z dynastii Muszatowiczów.
Był synem hospodara mołdawskiego i wołoskiego Aleksandra Eliasza. Objął tron wołoski, jednak na krótko, obalony przez opozycję bojarską (na której czele stał późniejszy hospodar Mateusz Basarab), która pokonała go w bitwie pod Bukaresztem.